# Ford Model N
Ford Model N – samochód osobowy produkowany pod amerykańską marką Ford w latach 1906–1908.

## Galeria

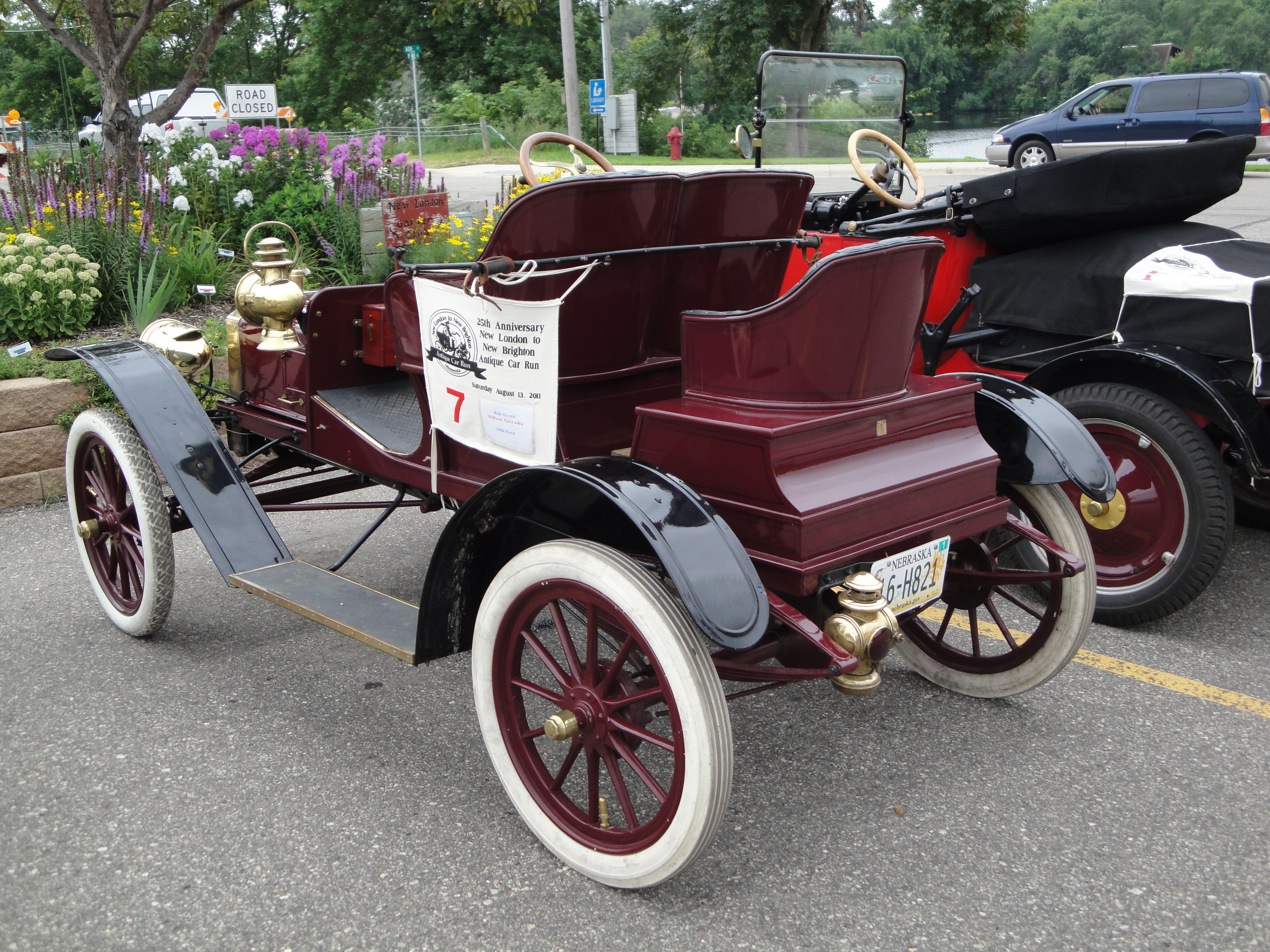
Ford Model N - tył
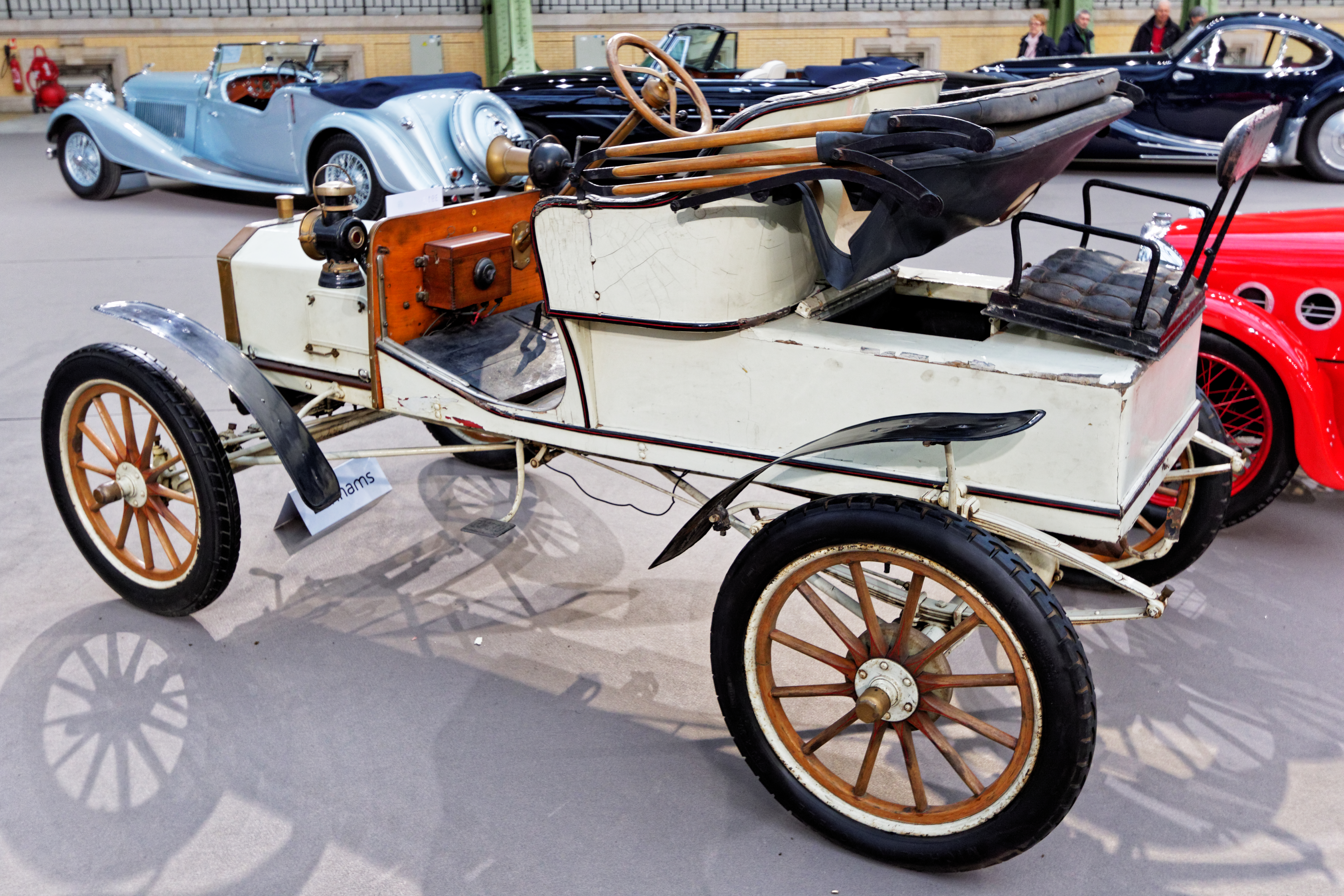
Ford Model N Cabriolet